# Don Macpherson (journaliste)
Pour l’article homonyme, voir Don MacPherson.
Don Macpherson, né à Montréal en 1947, est un journaliste anglo-québécois. Il est depuis 1985 le chroniqueur des affaires québécoises au journal montréalais de langue anglaise The Gazette. Il est un important observateur de la politique québécoise.

## Biographie
Macpherson grandit dans le quartier de Rosemont de Montréal. Il étudia à l'Université McGill, où il contribua au journal étudiant, le McGill Daily. Il commença sa carrière journalistique dans les années 1960 à La Presse canadienne, où il fut, dit-il, souvent assigné à la couvertures d'émeutes. Il couvrit par la suite la politique québécoise au Montreal Star, à la CBC et The Gazette.
Il passa à l'histoire pour avoir inventé un surnom au bureau du Premier ministre du Québec, le « Bunker ». Le but était d'alourdir l'image du gouvernement qui était alors indépendantiste. Macpherson est aussi le premier à proposer que la devise du Je me souviens puisse avoir une origine britannique (« Je me souviens... que né sous le lys, je croîs sous la rose »). Cette hypothèse est généralement rejetée par les historiens.
Macpherson a également proposé que le drapeau du Québec puisse mieux rappeler les origines écossaises et irlandaises d'une large partie des habitants de la province. Il dit vouloir défendre les intérêts de la communauté anglophone du Québec. 
Macpherson s'est montré critique envers certains aspects du nationalisme québécois. Il a souvent taxé les non-Montréalais de ne pas être assez sophistiqués. Il dit partager l'opinion de Michel David à ce sujet.
Macpherson fait l'objet de graves menaces de la part de l'ex-felquiste Raymond Villeneuve et de son Mouvement de libération nationale du Québec (MLNQ). Les rubriques de Don Macpherson sont librement accessibles dans le quotidien Vigile.net.

## Fausse devise
Vers 1986, Macpherson s'intéresse à la devise du Québec, Je me souviens, et aborde le sujet dans son article du journal The Gazette. S'ensuit une série de commentaires de lecteurs anglophones, qui au fil des semaines lui apportent toutes sortes de rumeurs tentant de démontrer que le Parti québécois avait agi de manière ridicule et n'a pas suffisamment vérifié l'origine de l'expression avant de l'apposer sur les plaques d'immatriculation. Sans vérification approfondie, Macpherson diffuse alors la rumeur, ou la légende urbaine, selon laquelle la devise complète serait Je me souviens... que né sous le lys, je croîs sous la rose.